# カレとカノジョの選択
『カレとカノジョの選択』（カレとカノジョのせんたく）は、緒原博綺による漫画作品。2020年3月31日から2023年2月21日まで『コミックNewtype』（KADOKAWA）にて連載された。

## 登場人物
太刀花 和真（たちばな かずま）
大学生で遥の親友。
宮ノ下 遥（みやのした はるか）
「後天性雌雄転換病」により男から女に性転換した。
柊木 雫（ひいらぎ しずく）
和真のバイト先の先輩。
朝霧 優（あさぎり ゆう）
遥のバイト先「珈琲喫茶 宇宙船地球号」の先輩。彼女も「後天性雌雄転換病」により男から女に性転換した人物で雫の恋人。

### 大学のサークルメンバー
涼介（りょうすけ）
大学の友達
梶原 修司（かじわら しゅうじ）
大学の友達。
五十嵐 杏奈（いがらし あんな）
大学の後輩。藍華の幼馴染。
鮎川 藍華（あゆかわ あいか）
大学の後輩で杏奈の幼馴染。遥が酔っ払いから助けたことで知り合って後に友達になる。

### その他
清水 由香里（しみず ゆかり）
遥の高校時代の先輩で所属していた陸上部のマネージャー。遥が性転換後悩んでいた時に支えになってくれた人物でその後恋人同士になる。

## 書誌情報
- 緒原博綺『カレとカノジョの選択』 KADOKAWA〈角川コミックス・エース〉、全5巻
  1. 2020年9月10日発売[3][4]、ISBN 978-4-04-109889-9
  2. 2021年5月10日発売[5]、ISBN 978-4-04-111448-3
  3. 2021年12月10日発売[6]、ISBN 978-4-04-112090-3
  4. 2022年9月9日発売[7]、ISBN 978-4-04-112691-2
  5. 2023年3月10日発売[8]、ISBN 978-4-04-113491-7